# Havrîleak, Tlumaci
Havrîleak (în ucraineană Гавриляк) este o comună în raionul Tlumaci, regiunea Ivano-Frankivsk, Ucraina, formată numai din satul de reședință.

## Demografie
Componența lingvistică a comunei Havrîleak
     Ucraineană (99,66%)
     Alte limbi (0,34%)
Conform recensământului din 2001, majoritatea populației comunei Havrîleak era vorbitoare de ucraineană (99,66%), existând în minoritate și vorbitori de alte limbi.